# Dover (Band)
Dover war eine spanische Rockband.

## Geschichte
Dover wurde 1992 von den Schwestern Cristina und Amparo Llanos in einem Vorort von Madrid gegründet. 1995 brachten Dover, beeinflusst durch die Grunge-Szene in Seattle und insbesondere Nirvana, ihr erstes Album namens Sister auf den Markt, welches sich aber schlecht verkaufte.
Mit dem Nachfolgealbum Devil Came to Me schafften sie den Durchbruch: Es verkaufte sich über eine halbe Million Mal und machte sie in Spanien bekannt. Auch die folgenden Alben verkauften sich gut: Das in Los Angeles aufgenommene I Was Dead for Seven Weeks in the City of Angels erreichte 2001 auf Anhieb die Spitze der spanischen Charts, und auch in anderen Teilen Europas und insbesondere in Deutschland wurde die Gruppe, nicht zuletzt durch Tourneen, zunehmend populärer. Unter den Vorbands der Gruppe finden sich unter anderem Muff Potter und die befreundeten She-Male Trouble.
Mit dem 2006 erschienenen Album Follow the City Lights schlugen Dover einen musikalischen Stilwechsel ein. Die Band bewegte sich vom Grunge/Rock- in den Pop-Bereich und verwendete auf ihrem neuen Album viele Synthesizer-Effekte. Das Album wurde in den PKO-Studios von Daniel Alcover und der Band selbst produziert. Die erste ausgekoppelte Single Let Me Out erreichte Platz 1 der spanischen Charts.
Im November 2016 wurde die Auflösung der Band bekannt.

## Diskografie

### Alben und EPs
- 1995: Sister (Everlasting Records)
- 1997: Devil Came to Me (Subterfuge Records, ES: ×4Vierfachplatin )
- 1999: Late at Night (Intercord Records, ES: ×3Dreifachplatin )
- 2001: I Was Dead for Seven Weeks in the City of Angels (Loli Jackson Records, ES: Gold)
- 2002: It’s Good to Be Me (EP, EMI)
- 2003: The Flame (Capitol Records, ES: Gold)

| Jahr | Titel Musiklabel       | Höchstplatzierung, Gesamtwochen, AuszeichnungChartsChartplatzierungen (Jahr, Titel, Musiklabel, Platzierungen, Wochen, Auszeichnungen, Anmerkungen) | Anmerkungen                                           |
| Jahr | Titel Musiklabel       | ES | Anmerkungen                                           |
| ---- | ---------------------- | --- | ----------------------------------------------------- |
| 2006 | Follow the City Lights | ES4 Platin · (36 Wo.)ES | Erstveröffentlichung: 2. Oktober 2006                 |
| 2007 | 2                      | ES30 (16 Wo.)ES | Erstveröffentlichung: 27. November 2007 Remix/Best-Of |
| 2010 | I Ka Kené Sony Music   | ES14 (6 Wo.)ES | Erstveröffentlichung: 4. Oktober 2010                 |
| 2013 | Dover Came to Me       | ES32 (6 Wo.)ES | Erstveröffentlichung: 18. Juni 2013                   |
| 2015 | Complications          | ES20 (6 Wo.)ES | Erstveröffentlichung: 9. Februar 2015                 |

### Singles
| Jahr | Titel Album                                                                 | Höchstplatzierung, Gesamtwochen, AuszeichnungChartsChartplatzierungen (Jahr, Titel, Album, Platzierungen, Wochen, Auszeichnungen, Anmerkungen) | Anmerkungen |
| Jahr | Titel Album                                                                 | ES | Anmerkungen |
| ---- | --------------------------------------------------------------------------- | --- | ----------- |
| 1999 | DJ / Me and My Mulon / Silver Ray Late at Night                             | ES1 (8 Wo.)ES | Promosingle |
| 2001 | King George / Lady Barbuda I Was Dead for Seven Weeks in the City of Angels | ES6 (5 Wo.)ES |             |
| 2003 | The Flame                                                                   | ES2 (5 Wo.)ES |             |
| 2006 | Let Me Out Follow the City Lights                                           | ES1 Gold · (16 Wo.)ES |             |
| 2010 | Dannayá I Ka Kené                                                           | ES31 (10 Wo.)ES |             |

Weitere Singles
- 1996: Angelus
- 1997: Serenade (ES: Gold)
- 1997: Devil Came to Me (ES: Gold)
- 1997: Loli Jackson
- 1998: Judas
- 1999: Cherry Lee
- 1999: The Hitter
- 2000: Flashback
- 2000: Far
- 2001: The Weak Hour of the Rooster
- 2002: Better Day
- 2002: Big Mistake
- 2002: Mystic Love
- 2003: Honest
- 2003: Die for Rock ’n’ Roll
- 2004: Mi Sombrero
- 2007: Do Ya
- 2007: Keep on Moving
- 2007: Soldier
- 2011: Under Your Spell
- 2012: What Goes Around Comes Around
- 2015: Sisters of Mercy

### Videoalben
- 2003: Dover: 1993–2003 (DVD)